# Стюард Сьос
Стюард Сьос (фр. Steward Ceus, нар. 26 березня 1987, Вест Гейверстро) — гаїтянський футболіст, воротар клубу «Міннесота Юнайтед».
Виступав, зокрема, за клуби «Шарлотта Іглс» та «Нярпес Крафт», а також національну збірну Гаїті.

## Клубна кар'єра
Народився 26 березня 1987 року. Вихованець футбольного клубу «Олбані Грейт Дейнс».
У дорослому футболі дебютував 2009 року виступами за команду клубу «Колорадо Рапідз», в якій перебував на контракті чотири роки і провів за цей час лише 4 матчі. 
З 2009 по 2010 перебував у клубі «Шарлотта Іглс» на правах оренди.
З 2014 року один сезон захищав кольори команди клубу «Нярпес Крафт». Більшість часу, проведеного у складі У складі, був основним голкіпером команди.
Протягом 2015—2016 років захищав кольори команди клубу «Атланта Сілвербекс».
До складу клубу «Міннесота Юнайтед» приєднався 2016 року. Відтоді встиг відіграти за міннесотську команду 4 матчі в національному чемпіонаті.
До складу клубу «Сан-Франциско Делтаз» приєднався 2017 року.

## Виступи за збірну
2010 року дебютував в офіційних матчах у складі національної збірної Гаїті. Наразі провів у формі головної команди країни 8 матчів, пропустивши 9 голів.
У складі збірної був учасником розіграшу Золотого кубка КОНКАКАФ 2015 року у США і Канаді, розіграшу Кубка Америки 2016 року у США.